# Сенілак (округ)
Шаблон:StateAbbr_ 43°28′ пн. ш. 82°38′ зх. д. / 43.46° пн. ш. 82.64° зх. д.
Округ Сенілак (англ. Sanilac County) — округ (графство) у штаті Мічиган, США. Ідентифікатор округу 26151.

## Історія
Округ утворений 1822 року.

## Демографія
За даними перепису 
2000 року 
загальне населення округу становило 44547 осіб, зокрема міського населення було 5999, а сільського — 38548.
Серед мешканців округу чоловіків було 22100, а жінок — 22447. В окрузі було 16871 домогосподарство, 12169 родин, які мешкали в 21314 будинках.
Середній розмір родини становив 3,08.
Віковий розподіл населення поданий у таблиці:
| Стать    | До 15 років | 15-21 | 22-29 | 30-39 | 40-49 | 50-65 | 65-85 | Понад 85 |
| -------- | ----------- | ----- | ----- | ----- | ----- | ----- | ----- | -------- |
| Чоловіки | 5050        | 2294  | 1803  | 3067  | 3431  | 3494  | 2689  | 272      |
| Жінки    | 4688        | 2008  | 1894  | 3024  | 3296  | 3633  | 3362  | 542      |

## Суміжні округи
- Гурон — північ
- Гурон, Онтаріо, Канада — схід
- Сент-Клер — південь
- Лапір — південний захід
- Тускола — захід

## Виноски
1. ↑  US Decennial Census. US Census Bureau. Процитовано 28 вересня 2014.
2. ↑  Historical Census Browser. University of Virginia Library. Архів оригіналу за 11 серпня 2012. Процитовано 28 вересня 2014.
3. ↑  Population of Counties by Decennial Census: 1900 to 1990. US Census Bureau. Процитовано 28 вересня 2014.
4. ↑  Census 2000 PHC-T-4. Ranking Tables for Counties: 1990 and 2000 (PDF). US Census Bureau. Процитовано 28 вересня 2014.
5. ↑  State & County QuickFacts. US Census Bureau. Архів оригіналу за 13 серпня 2011. Процитовано 29 серпня 2013. [Архівовано 2011-08-13 у Wayback Machine.](англ.) Наведено за англійською вікіпедією.
6. ↑  American FactFinder. Бюро перепису населення США. Архів оригіналу за 26 лютого 2012. Процитовано 31 січня 2008. [Архівовано 2008-05-21 у Wayback Machine.]

| США | Це незавершена стаття з географії США. Ви можете допомогти проєкту, виправивши або дописавши її. |